# Paul Essè Iko
Paul Essè Iko, né en 1953 à Dassa-Zounmè, ancien  secrétaire général de la Confédération syndicale des travailleurs du Bénin (CSTB), syndicaliste et militant des droits des travailleurs béninois, est un acteur majeur de société civile au Bénin. 

## Biographie

### Enfance, éducation et débuts
Paul Essè Iko nait à Dassa-Zoumé en 1953 dans une famille catholique dans laquelle son père Robert Iko se charge de lui inculquer des valeurs dans son enfance. Il confie aux médias que son père l'a formé « à défendre les vertus d’équité, de justice, de piété et d’amour du prochain ». Paul commence l'école dans sa ville natale jusqu'au collège avant de poursuivre ses études au collège Père Aupiais de Cotonou dans les années 1970. Après le baccalauréat, il s'inscrit en droit à l’Université Nationale du Bénin. 

### Engagement politique
En 1977, à la création du Parti Communiste du Dahomey qui devient PCB, Paul Essè Iko y adhère et se met dans la lutte clandestine. Selon ses propos relayés par La Nouvelle Tribune, il dit s’être engagé « pour que le Bénin puisse connaître une indépendance effective » critiquant l'alignement de Mathieu Kérékou au bloc de l'Est et sur la doctrine du marxisme-léninisme. Le 2 août 1979, pour ses critiques contre le régime révolutionnaire, il connait une arrestation et un emprisonnement de cinq ans. 

### Militantisme syndical
Au collège, dans sa ville natale, il apprend à militer dans l’Union Générale des étudiants du Dahomey. Après sa sortie de prison pendant la période révolutionnaire, il participe  à la création du Syndicat des Instituteurs du Bénin  (SIB) et s’engage dans le combat de la suppression de la taxe civique. En 1990, il fait partie des représentants du Syndicat des Instituteurs du Bénin à la Conférence Nationale. Il se hisse à la tête de la CSTB en tant que Secrétaire général où il conduit des luttes pendant plus de quatre ans,,,. Le 8 septembre 2017, il quitte la CSTB  avant d'être admis à la retraite où il milite pour l'amélioration des conditions de vie des retraités,.